# Остроушки
Остроу́шки — село в Україні, у Шосткинській міській громаді Шосткинського району Сумської області. Населення становить 160 осіб. До 2019 року орган місцевого самоврядування — Коротченківська сільська рада.

## Географія
Село Остроушки лежить на лівому березі річки Віть, яка є рукавом річки Десна, нижче за течією на відстані в 2 км розташоване село Погребки, на протилежному березі — села Чернацьке (Новгород-Сіверський район) та Комань (Новгород-Сіверський район). Річка в цьому місці звивиста, утворює лимани, стариці і заболочені озера.

## Символіка
На гербі зображено два пугачі між якими козацький хрест. Внизу зображено човна з неводом. Пугачі мають гострі пір'ясті вушка що вказує на назву села (герб є промовистим). Козацькі хрести - село козацьке. Човен і невід вказують на риболовлю - основне заняття місцевих мешканців.

## Історія
Село постраждало внаслідок геноциду українського народу, проведеного урядом СРСР у 1932—1933 роках.

## Населення
Згідно з переписом УРСР 1989 року чисельність наявного населення села становила 198 осіб, з яких 74 чоловіки та 124 жінки.
За переписом населення України 2001 року в селі мешкало 157 осіб.
Мова
Розподіл населення за рідною мовою за даними перепису 2001 року був таким:
| українська | 146 | 91,25 |
| білоруська | 14  | 8,75  |
| інші       | 3   | 0,16  |